# FC UTA Arad
Fotbal Club UTA Arad je rumunský fotbalový klub z města Arad. Založen byl roku 1945. Patří k úspěšným rumunským klubům, šestkrát vyhrál domácí mistrovský titul (1946/47, 1947/48, 1950, 1954, 1968/69, 1969/70) – jen Steaua, Dinamo a Venus Bukurešť získali více ligových triumfů. Dvakrát též získal rumunský pohár (1948, 1953). V evropských pohárech došel nejdále do čtvrtfinále, a to v Poháru UEFA 1971/72.

## Historické názvy
- IT Arad (1945-1949) – Industriile Textile Arad, textilní závody Arad
- Flamura Roșie Arad (1950-1957)
- UTA Arad (1958-1984) – Uzina Textilă Arad
- FCM UTA Arad (1984-1985)
- CSM UTA Arad (1985)
- FCM UTA Arad (1985-1986)
- CSM UTA Arad (1986-1995)
- FC UTA Arad (1995-2006)
- FCM UTA Arad (2006-2010)
- FC UTA Arad (od 2010)

## Výsledky v evropských pohárech

### Pohár mistrů / Liga mistrů
| Sezóna  | Kolo | Soupeř              | Doma | Venku | Celkem |
| ------- | ---- | ------------------- | ---- | ----- | ------ |
| 1969/70 | 1.   | Legia Varšava       | 1–2  | 0–8   | 1–10   |
| 1970/71 | 1.   | Feyenoord Rotterdam | 0–0  | 1–1   | 1–1    |
| 1970/71 | 2.   | FK Crvena Zvezda    | 1–3  | 0–3   | 1–6    |

### Pohár UEFA / Evropská liga
| Sezóna  | Kolo | Soupeř             | Doma | Venku | Celkem |
| ------- | ---- | ------------------ | ---- | ----- | ------ |
| 1971/72 | 1.   | Austria Salzburg   | 4–1  | 1–3   | 5–4    |
| 1971/72 | 2.   | Zagłębie Wałbrzych | 2–1  | 1–1   | 3–2    |
| 1971/72 | 3.   | Vitória Setúbal    | 3–0  | 0–1   | 3–1    |
| 1971/72 | Č    | Tottenham Hotspur  | 0–2  | 1–1   | 1–3    |
| 1972/73 | 1.   | IFK Norrköping     | 1–2  | 0–2   | 1–4    |